# Fernand Fayolle
Pour les articles homonymes, voir Fayolle.
Fernand Fayolle, né le 21 juillet 1904 à La Motte-d'Aveillans et mort le 18 septembre 1997 à Malaussène, est un coureur cycliste français. Il effectue sa carrière durant l'entre-deux-guerres. 

## Biographie
Professionnel de 1928 à 1935, Fernand Fayolle a participé à six Tour de France. Lors de l'édition 1933, il réalise les meilleures  performances de sa carrière. Sur la neuvième étape, disputée entre Gap et Digne, il se classe troisième derrière les deux premiers du Tour : Georges Speicher et Giuseppe Martano. Le lendemain, il termine deuxième à Nice, après une longue échappée avec un autre coureur isolé, Fernand Cornez. Au classement général final, il termine aux portes du top 10, à la onzième place. 
Il s'est également classé huitième de la première édition du Tour d'Espagne en 1935.

## Palmarès
- 1928[3]
  - Nice-Puget-Théniers-Nice
- 1929
  - Grand Prix d'Antibes
- 1931
  - 2e de Nice-Puget-Théniers-Nice
  - 3e de Nice-Annot-Nice
- 1932
  - Champion des Alpes-Maritimes
  - Nice-Puget-Théniers-Nice
- 1933
  - 2e de Bourg-Genève-Bourg
- 1934
  - 2e étape du Critérium du Midi
- 1935
  - 3e de Nice-Annot-Nice
  - 8e du Tour d'Espagne

## Résultats sur les grands tours

### Tour de France
6 participations
- 1928 : 39e
- 1930 : abandon (17e étape)
- 1931 : 29e
- 1932 : 35e
- 1933 : 11e
- 1935 : 16e

### Tour d'Espagne
1 participation
- 1935 : 8e